# Assedio di Pleven
L'assedio di Pleven (anche Plevna) fu il principale scontro armato tra le forze congiunte della Russia e della Romania contro l'Impero ottomano durante il conflitto russo-turco del 1877-78. La strenua difesa turca della città contro le preponderanti forze russe, che stavano avanzando verso il cuore della Bulgaria, permisero alle altre grandi potenze del tempo di appoggiare la causa turca. Alla fine, dopo 5 mesi di assedio, le armate russa e rumena riuscirono a costringere il nemico alla resa.

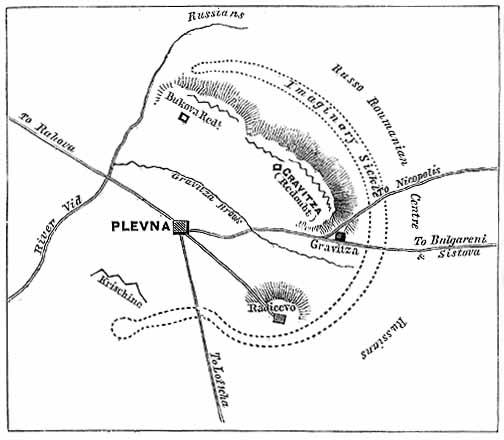
Mappa

## Contesto storico
Nel 1875 erano scoppiate numerose rivolte in Erzegovina e in Montenegro contro l'oppressione ottomana. La Russia era scesa in campo a protezione dei fratelli cristiani, anche per poter scacciare i turchi dai Balcani ed instaurare il proprio dominio. Lo zar Alessandro II aveva dato ordine ai suoi generali di annientare i musulmani Turchi e neanche la conferenza di Costantinopoli era riuscita a fermare la guerra, che scoppiò nell'estate del 1877. L'esercito russo, ben guidato e meglio organizzato, aveva conseguito risultati molto importanti fin dai primi giorni del
conflitto. Le truppe dello zar avevano sconfitto i turchi ed espugnato la città di Nicopoli, lungo il Danubio;
sulle montagne avevano conquistato il passo di Šipka, principale via d'accesso ai Balcani.
Sembrava molto probabile che i russi potessero in breve tempo arrivare fino a Sofia e da lì fino a Costantinopoli, perché l'opposizione turca non pareva sufficiente a fermarli. Il sultano turco Abdul Hamid II  temeva per la sopravvivenza stessa dell'impero; inviò, quindi, un telegramma ad Osman Pascià, comandante dell'esercito turco di stanza a Vidin, sul Danubio superiore. Nel telegramma il sultano diceva che la Sublime Porta era tra la vita e la morte ed ordinava al generale di portare l'esercito
a Pleven, per organizzare la difesa della città, importante centro commerciale e baluardo lungo la strada
che portava a Sofia.
Osman Pascià lasciò Vidin il 13 luglio e, marciando a tappe forzate, giunse a Pleven, distante oltre 200 km, il
19 luglio.

## L'assedio

### Prima battaglia
Il generale Schilder Schuldner, al comando della 5ª Divisione, ricevette l'ordine di occupare Pleven. Schuldner arrivò alle porte della città il 19 luglio e iniziò a bombardare le difese turche. Il giorno seguente, Schuldner attaccò riuscendo ad infliggere perdite nelle truppe turche delle difese esterne. Osman Pascià mandò rinforzi e lanciò una serie di contrattacchi, infliggendo perdite ingenti al nemico.

### Seconda battaglia
Osman Pascià si propose di rafforzare le difese della città e di costruire nuove ridotte, mentre i russi, in difficoltà, chiesero ed riuscirono ad ottenere rinforzi da parte del principe Carlo I di Romania, che fu messo a capo delle forze congiunte.
Il 31 luglio il generale Nikolai Kridener organizzò un assalto su tre fronti alla città. Kridener aveva una divisione di cavalleria al comando del generale Schakofsky, che attaccò il fronte orientale, e una divisione di fanteria al comando del generale Michail Skobelev, che assaltò la parte settentrionale. I turchi riuscirono a rintuzzare tutti gli attacchi. Le perdite russe ammontarono a 7 300 uomini, contro i 2 000 morti turchi.

### Terza battaglia
Dopo aver respinto gli attacchi russi, Osman Pascià non trasse vantaggio dalla situazione e non scacciò gli assedianti. Fece comunque un'incursione di cavalleria il 31 agosto che costò 1300 uomini ai russi e un migliaio ai Turchi. I Russi continuarono ad inviare rinforzi a Pleven e il loro esercito raggiunse i 100 000 uomini, ora guidati dal granduca di Russia Nikolaj Nikolaevič Romanov, fratello dello zar. Il 3 settembre Skobelev ridusse una guarnigione a Loveč affinché sorvegliasse le linee di rifornimento dei turchi, e Osman Pascià se ne accorse troppo tardi. I turchi organizzarono i sopravvissuti di Loveč in tre battaglioni costituiti per la difesa di Pleven. Osman Pascià ne ricevette poi altri 13, portando le sue forze ai 30 000 uomini; il numero più alto raggiunto durante l'assedio.

L'11 settembre in Russi sferrarono un assalto in larga scala contro Pleven. Skobelev prese due ridotti meridionali e la divisione romena quello di Grivitsa. Il giorno dopo i turchi riconquistarono i primi, ma non riuscirono a cacciare i Romeni. Dall'inizio di settembre, le perdite russe avevano raggiunto circa le 20 000 unità, mentre quelle turche le 5000. 

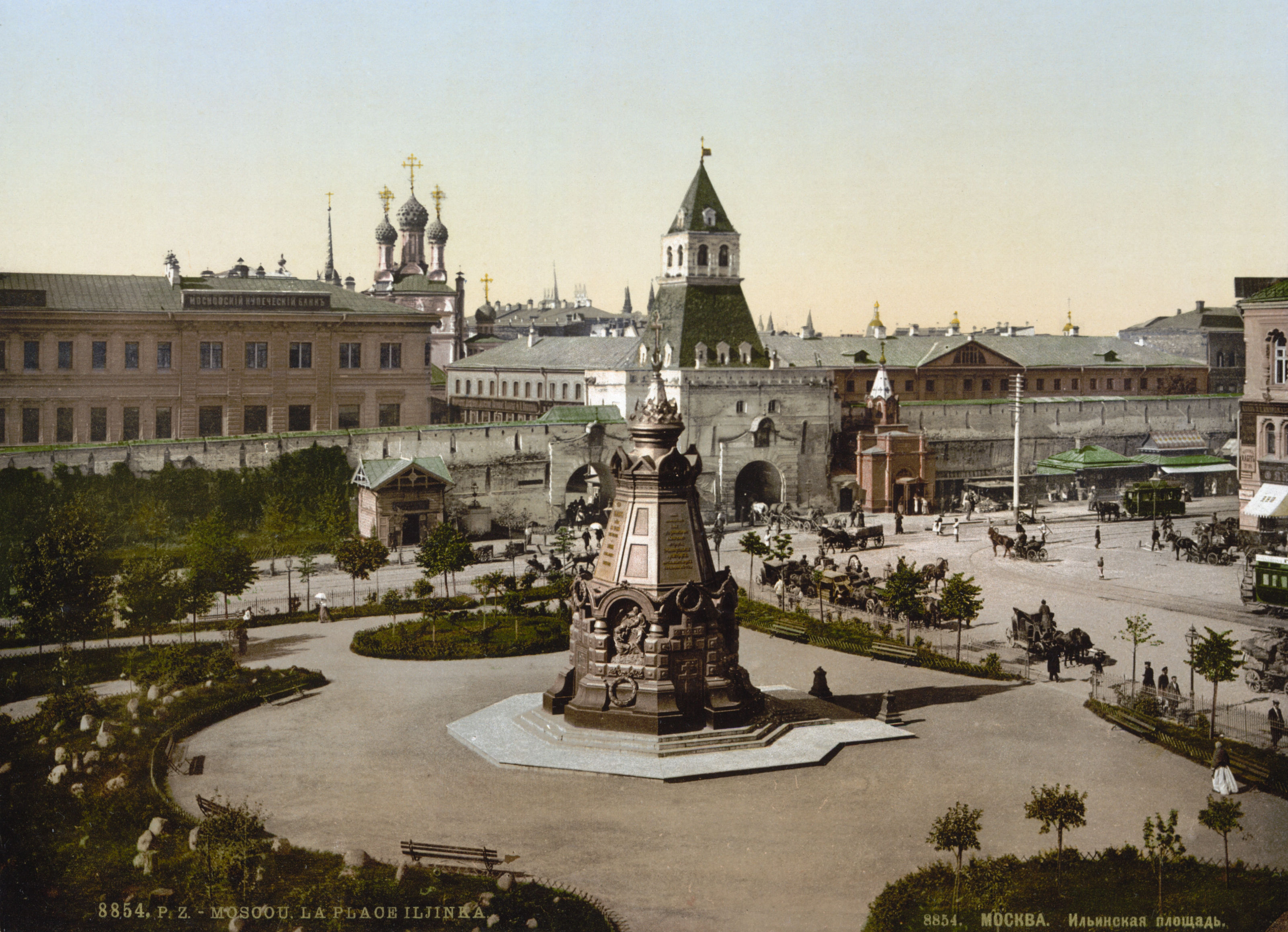
Il monumento che commemora i soldati russi caduti nella battaglia di Pleven a Mosca.

### Quarta battaglia
Le crescenti perdite russe misero un freno agli attacchi frontali. Il generale Ėduard Ivanovič Totleben arrivò per sovrintendere alla conduzione dell'assedio in qualità di capo di stato maggiore. Todleben aveva una comprovata esperienza in materia di assedi: in precedenza era divenuto celebre per il suo ruolo durante l'assedio di Sebastopoli durante la guerra di Crimea. Egli decise di circondare la città e i suoi difensori e in campo al 24 ottobre russi e romeni stazionavano tutt'intorno a Pleven. Il comandante turco fu colpito alla gamba da un proiettile vagante, che uccise il cavallo che cavalcava. Voci sulla sua morte crearono il panico. Dopo una breve resistenza, i turchi si ritrovarono alla fine di nuovo dentro le mura cittadine: avevano perso 5000 uomini a fronte dei soli 2000 Russi. Il giorno dopo, Osman Pascià consegnò la città, le truppe e la sua spada al colonnello romeno Mihail Cerchez. Fu trattato con onore, ma i suoi soldati morirono a migliaia nella neve, mentre venivano condotti in prigionia. Quelli feriti più seriamente vennero lasciati indietro, negli ospedali da campo, solo per essere uccisi dai Bulgari per i presunti massacri ottomani perpetrati in luoghi come Panagjurište, Peruštica, Bracigovo e Batak.

## Conseguenze
L'assedio rallentò  l'avanzata alleata in Bulgaria ma alla fine, però, la tenacia ed il sacrificio di tanti soldati russi romeni e volontari bulgari ebbero la meglio sulla disperata difesa degli occupanti turchi. Con la vittoria nuovi rinforzi al generale Joseph Vladimirovich Gourko, che sconfisse in maniera definitiva i Turchi ottomani nella quarta battaglia del passo di Šipka.

Sconfitta e minacciata dai russi anche nei pressi di Costantinopoli, la Turchia fu costretta a firmare onerose condizioni di pace.

## Nella cultura di massa
- Un'ampia e nuova fabbrica a Tampere in Finlandia, completata nel 1877, dei cotonifici Finlayson & Co, fu chiamata Plevna per commemorare la battaglia e la Guardia di Finlandia che vi prese parte.
- La morte di Osman Pascià è celebrata nella sevdalinka sangiacchese "Zaplakala šećer Đula", eseguita, tra le altre, da Kadira Cano.
- La città di Plevna, in Montana, ricevette questo nome dagli immigrati bulgari che lì costruirono la ferrovia e vollero commemorare la battaglia.
- In altri Paesi ci sono cinque città chiamate Plevna in onore della battaglia, e nella sola Gran Bretagna vi sono diciotto strade che portano questo nome.[5]
- Il best seller giallo di origine russa La mossa turca, secondo libro della serie di Erast Fandorin, è ambientato durante l'assedio di Pleven. Nel romanzo Fandorin deve scoprire una spia turca che si crede si nasconda nel quartier generale russo.
- Un famoso pezzo della banda militare ottomana "Osman Paşa Marşı" (la marcia di Osman Pascià) rende onore alla coraggiosa difesa della città, ed è una delle marce più conosciute in Turchia.